# 1915 في بولندا
فيما يلي قوائم الأحداث التي وقعت خلال عام 1915 في بولندا.

## كتب
من الكتب التي صدرت هذه السنة في بولندا:
- 1 يناير – النصر من تأليف جوزيف كونراد.

## مواليد

### أبريل
- 6 أبريل – تادووتش كانتور فنان بولندي.

### يونيو
- 21 يونيو – ويلهلم غليسي عالم فلك ألماني.

### أكتوبر
- 9 أكتوبر – هينر هنكل لاعب كرة مضرب ألماني.

### ديسمبر
- 4 ديسمبر – أنتوني كازيميرز أوبنهايم فيزيائي أمريكي.

## وفيات

### مارس
- 24 مارس – كارول أولشيفسكي (مواليد 1846)

### أغسطس
- 20 أغسطس – باول إرليخ (مواليد 1854)

### ديسمبر
- 30 ديسمبر – فريدريش هيرمان غوستاف هيلدبراند (مواليد 1835) عالم نبات ألماني.